# Sándwich mixto
El sándwich mixto, sándwich planchado o bikini es un sándwich emparedado con jamón y queso amarillo dentro de dos rebanadas de pan de sándwich. Se sirve tostado, tras untarlo con mantequilla.

## Historia

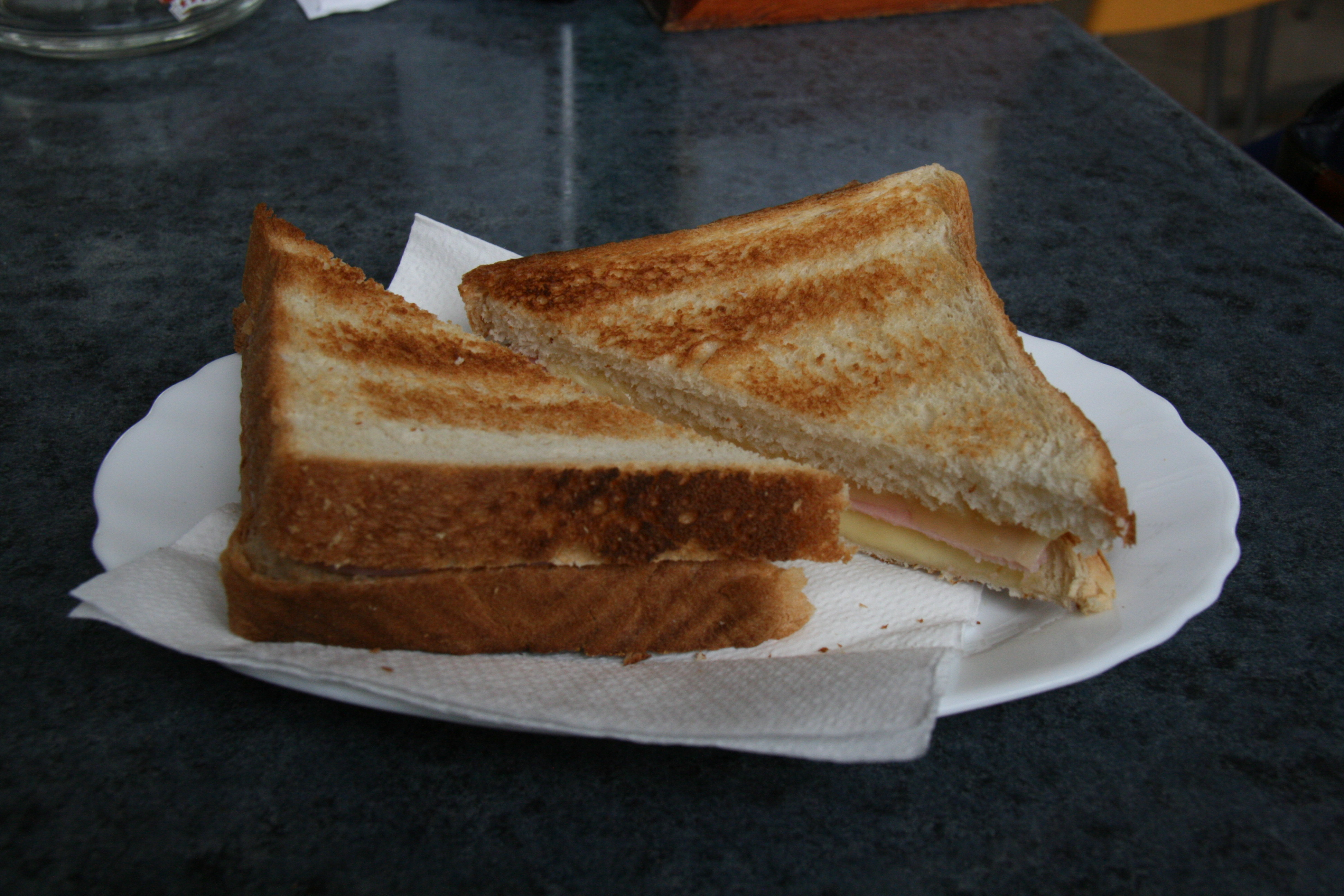
Presentación habitual: cortado en diagonal

Se empieza a tener noticia de este tipo de sándwich a finales del siglo XIX en Estados Unidos, el poseedor de un concesionario de ballpark llamado Harry Stevens en una entrevista de 1924 menciona que en 1894 los ham and cheese sandwiches eran los únicos alimentos servidos en los eventos deportivos de los baseball parks de Nueva York. Por aquella época faltaban cerca de quince años para que se introdujeran los populares frankfurters en los estadios norteamericanos. El sándwich aparece unido al advenimiento de las cafeterías en España a lo largo de los años cincuenta. La popularidad del sándwich hizo que migrase a los establecimientos de comidas estadounidenses. Este tipo de sándwich se hace muy popular en los años años treinta en Cuba donde se empiezan a denominar por primera vez 'sándwich mixto' en castellano y eran ya muy habituales en las cafeterías y restaurantes, tanto fue que su denominación aparecía también como sándwich cubano. La popularidad en Estados Unidos a comienzos del siglo hizo que el propio Richard E. Byrd se sirviera este sándwich en el año 1926 durante sus vuelos polares, al igual que posteriormente en el año 1927 vuelo transatlántico lo hicieron Chamberlin y Levine. La variante francesa de este sándwich se hizo popular en Francia en 1910, y se denominó croque-monsieur, es un sándwich elaborado al horno con el objeto de hacer que quede crujiente (de ahí su nombre "señor crujiente").
En España, en la época de los cafés de tertulia del siglo XIX, era muy habitual servir la tostada de arriba (o tosta de arriba) a los parroquianos, y poco a poco fue cayendo en desuso ante la popularidad en las cafeterías (sobre todo en poblaciones como Madrid y Barcelona) donde era más habitual el sándwich. Es muy posible que la introducción del sándwich mixto en España provenga de los españoles de Cuba, pero no existe evidencias contundentes. En las cafeterías de Cataluña se denomina a este tipo de sándwich como biquini o bikini  por el nombre de una sala de bailes (ca:Sala Bikini) de Barcelona en donde se servía con frecuencia. Ya a finales del siglo XX estaba completamente instaurado el uso de este sándwich en las cafeterías de España. Algunas compañías de alimentos preprocesados comercializan el producto en un pack de dos unidades, refrigerado y listo para ser preparado a la plancha.
Este tipo de sándwich es muy popular en las cafeterías de España, y suele ser servido como desayuno acompañado por regla general de un café con leche.

## Elaboración y presentación
La elaboración es muy simple: se preparan las dos rebanadas de pan blanco (suele ser pan de molde) con mantequilla untada por ambas superficies. Se ponen las lonchas de queso y jamón cocido deseadas dentro del sándwich y se mete en la tostadora hasta que el queso se derrita y el sándwich quede dorado por fuera. El modelo más popular de sándwich mixto suele llevar lonchas de queso procesado en lugar de los quesos citados con anterioridad. Pasados unos minutos, se sirve.

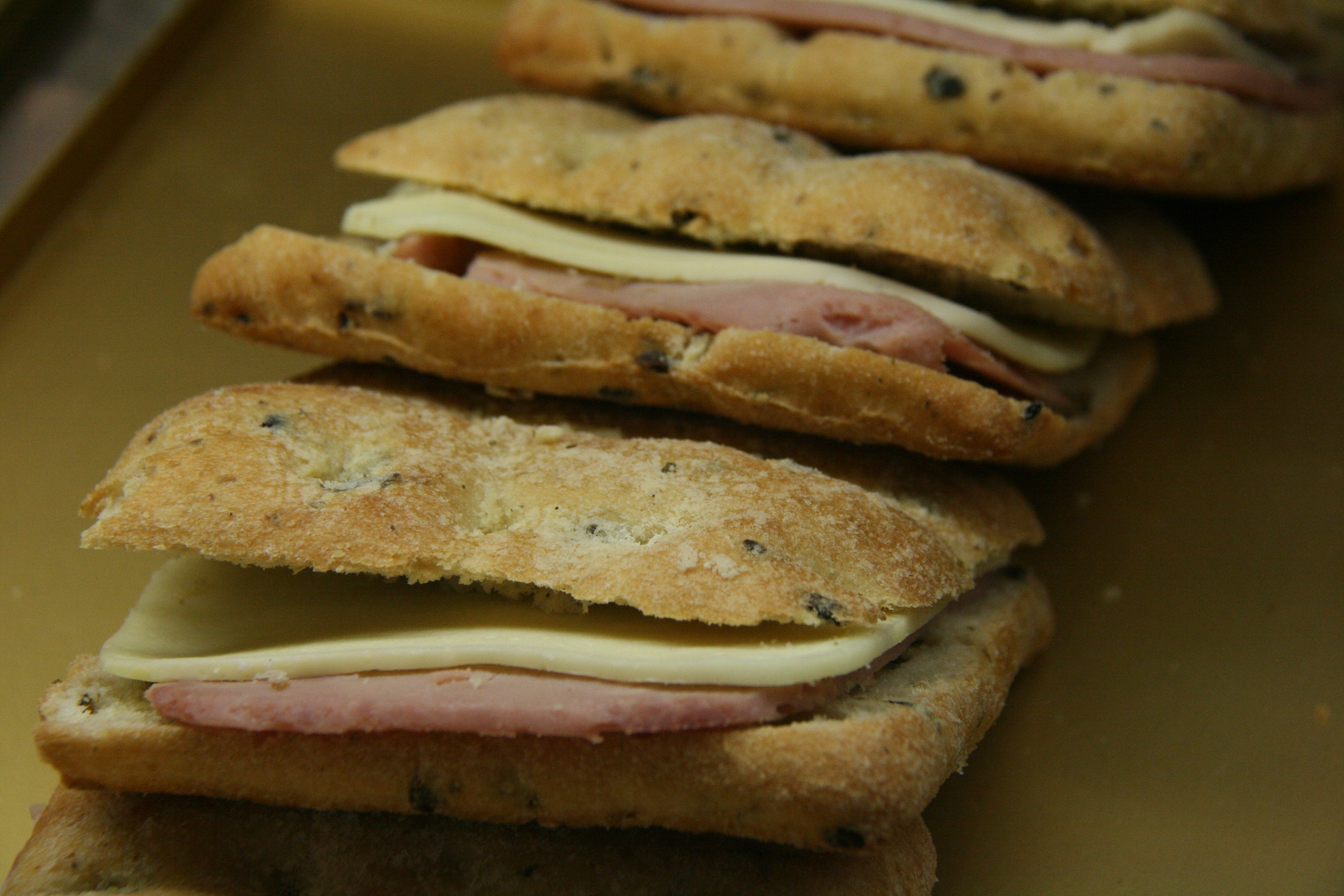
Versión preelaborada del sándwich mixto

El sándwich mixto se suele servir inmediatamente tras el breve reposo en la plancha. Suele servirse cortado diagonalmente y apiladas las dos partes sobre un plato de porcelana blanco. A veces, el sabor de este sándwich es ligeramente dulce debido a que previamente sobre la misma plancha se ha tostado algún cruasán (croissant a la plancha) y ha dejado rastros de azúcar sobre la plancha. La presentación es en un plato sobre el que se incluye la cubertería y alguna servilleta de papel (que en algunas ocasiones envuelve y sujeta la cobertería). Se suele tomar acompañado con un café con leche.

## Variantes
Existen variantes que emplean carne en lonchas de pavo o atún en lugar de jamón York. En algunas versiones más económicas se incluye jamón cocido de paletilla o incluso chóped. O en algunos casos se unta con sobrasada en lugar del jamón, y en este caso se denomina "biquini mallorquín". Algunas personas suelen verter una pequeña cantidad de salsa worcestershire. En algunos sitios existe la posibilidad de invertir el interior y suelen poner dos rebanadas de queso sobre una de jamón.
Igualmente, es posible omitir la mantequilla y sustituirla por salsas como mayonesa, kétchup y/o mostaza.